# Тоска (Струга)
Тоска (мкд. Тоска) је насеље у Северној Македонији, у западном делу државе. Тоска припада општини Струга.

## Географија
Насеље Тоска је смештено у југозападном делу Северне Македоније. Од најближег града, Струге, насеље је удаљено 15 km северно.
Тоска се налази у историјској области Средњи Дримкол, која обухвата клисураст део Црног Дрима низводно од Струге. Насеље се образовало на западним падинама планине Караорман. Надморска висина насеља је приближно 890 метара.
Клима у насељу је планинска због знатне надморске висине. 

## Становништво
Тоска је према последњем попису из 2002. године била без становника. 